# Rwanda aux Jeux olympiques d'été de 2012
Vous lisez un « bon article » labellisé en 2012.
Le Rwanda participe aux Jeux olympiques d'été de 2012 à Londres au Royaume-Uni du 27 juillet au 12 août 2012. Il s'agit de sa 8e participation à des Jeux olympiques d'été.
Le Rwanda fait partie des pays qui ne remportent pas de médaille au cours de ces Jeux olympiques. Parmi les sept sportifs engagés, aucun ne se classe dans les dix premiers de sa discipline. Le cycliste Adrien Niyonshuti fait office de porte-drapeau de la délégation lors des cérémonies d'ouverture et de clôture et il se classe 39e dans l'épreuve du cross-country VTT. La meilleure performance du Rwanda lors de ces Jeux est la 14e place de l'athlète Robert Kajuga, lors de la finale du 10 000 mètres.

## Arrivée au village olympique, cérémonies d'ouverture et de clôture
La délégation rwandaise aux Jeux olympiques est composée de sept athlètes menés par le chef de mission Serge Mwambali. Le 24 juillet, la délégation est accueillie au sein du village olympique de Londres en participant à une cérémonie du lever de drapeau en compagnie des délégations de l'Égypte, du Cambodge et des Bermudes.
Le Rwanda est la 154e délégation, après la Russie et avant Saint-Christophe-et-Niévès à entrer dans le stade olympique de Londres au cours du défilé des nations durant la cérémonie d'ouverture. Le porte-drapeau du pays est le cycliste Adrien Niyonshuti, qui succède à la nageuse Pamela Girmbabazi Rugabira.
Les délégations défilent mélangées lors de la cérémonie de clôture à la suite du passage de l'ensemble des porte-drapeaux des nations participantes. Comme lors de la cérémonie d'ouverture, le drapeau du Rwanda est porté par Adrien Niyonshuti.

## Athlétisme

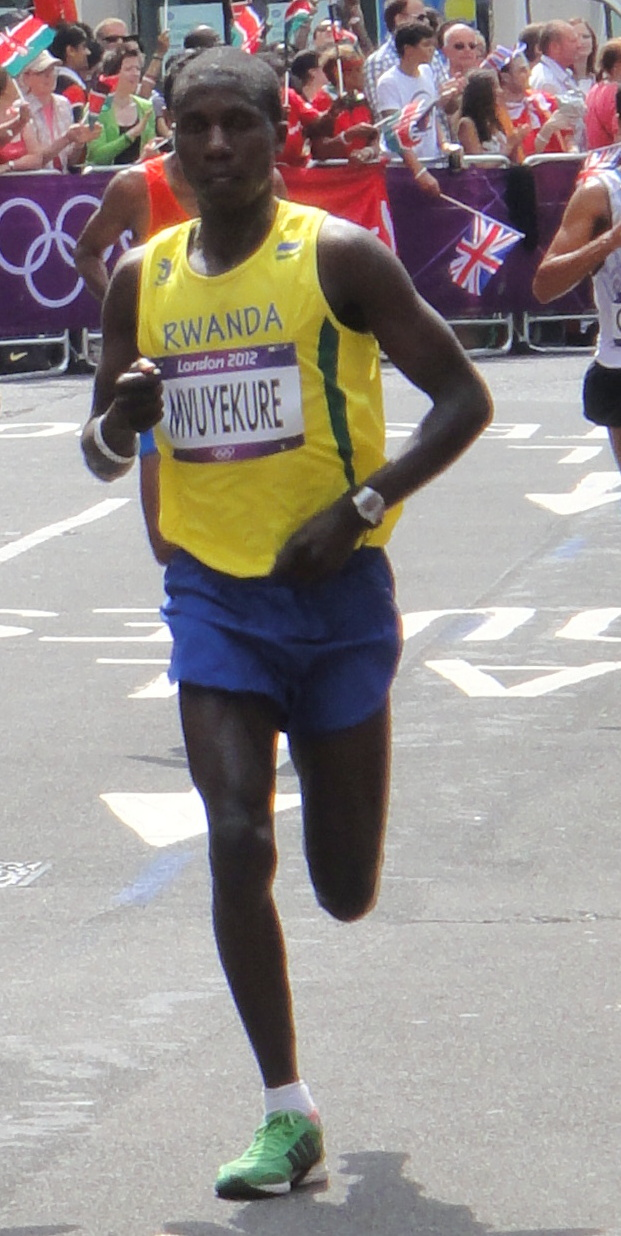
Jean Pierre Mvuyekure pendant le marathon hommes aux Jeux olympiques.

La Fédération rwandaise d'athlétisme a sélectionné trois sportifs pour représenter le Rwanda à ces Jeux, comprenant deux hommes et une femme, se partageant à trois les épreuves du 10 000 mètres hommes et du marathon hommes et femmes.

### Qualification
Pour chaque épreuve d'athlétisme, un pays peut engager jusqu'à trois athlètes à condition qu'ils aient réussi chacun les minima A de qualification, un seul athlète par nation peut être inscrit sur la liste de départ si seuls les minima B sont réussis,. Les athlètes du Rwanda ont atteint les minima de qualification B dans les épreuves du 10 000 mètres et du marathon hommes, la participation d'une athlète au marathon femmes se faisant au nom de l'universalité. N'ayant aucune série, les trois athlètes, quel que soit leur sport, sont directement placés en finale.
Ces trois participants en athlétisme ont déjà participé à des compétitions internationales. Robert Kajuga, durant la saison 2012, termine à la dixième position du 3 000 mètres dans la série no 2 aux Championnats du monde en salle et cinquième du 10 000 mètres des Championnats d'Afrique. Il est également présent aux championnats du monde de semi-marathon à Kavarna le 6 octobre, c'est-à-dire après les Jeux, où il finit douzième en 1 h 2 min 22 s individuellement et sixième en équipe,. Jean Pierre Mvuyekure a lui comme spécialités le 10 000 mètres, dans lequel il a terminé huitième aux championnats du monde juniors 2004, et le marathon, où il finit treizième à Rome en 2012. Quant à Claudette Mukasakindi, elle a comme meilleurs résultats une huitième place au 5 000 mètres lors des Championnats d'Afrique 2010 et la sixième position aux Championnats d'Afrique 2012 dans l'épreuve du 10 000 mètres.

### Résultats
Le 4 août 2012, sur 10 000 mètres, le Rwandais Robert Kajuga bat son record personnel en 27 min 56 s 67, et termine à la quatorzième place sur les 26 engagés ayant terminé l'épreuve. Le lendemain, 5 août, Claudette Mukasakindi représente la confédération rwandaise en se plaçant, lors du marathon femmes, 101e sur les 107 l'ayant achevé, avec un temps de 2 h 51 min 7 s et un retard sur la tête de course n'ayant cessé d'augmenter au cours de l'épreuve. Le 12 août, c'est au tour de Jean Pierre Mvuyekure de participer à l'épreuve du marathon. 46e de la course dans les cinq premiers kilomètres, il perd des places au fur et à mesure de la course pour se classer à l'arrivée au 79e rang sur les 85 arrivants, avec un temps de 2 h 30 min 19 s.
|                                                                                             |  |  |
| Claudette Mukasakindi lors de l'épreuve de marathon féminin aux Jeux olympiques de Londres. |  |  |

| Athlète               | Épreuve       | Séries   | Séries | Quarts de finale | Quarts de finale | Demi-finales | Demi-finales | Finale              | Finale |
| Athlète               | Épreuve       | Résultat | Rang   | Résultat         | Rang             | Résultat     | Rang         | Résultat            | Rang   |
| --------------------- | ------------- | -------- | ------ | ---------------- | ---------------- | ------------ | ------------ | ------------------- | ------ |
| Robert Kajuga         | 10 000 mètres | NC       | NC     | NC               | NC               | NC           | NC           | 27 min 56 s 67 (MP) | 14e    |
| Jean Pierre Mvuyekure | Marathon      | NC       | NC     | NC               | NC               | NC           | NC           | 2 h 30 min 19 s     | 79e    |

| Athlète               | Épreuve  | Séries   | Séries | Quarts de finale | Quarts de finale | Demi-finales | Demi-finales | Finale         | Finale |
| Athlète               | Épreuve  | Résultat | Rang   | Résultat         | Rang             | Résultat     | Rang         | Résultat       | Rang   |
| --------------------- | -------- | -------- | ------ | ---------------- | ---------------- | ------------ | ------------ | -------------- | ------ |
| Claudette Mukasakindi | Marathon | NC       | NC     | NC               | NC               | NC           | NC           | 2 h 51 min 7 s | 101e   |

## Judo
« C'est la première fois que le Rwanda présente un judoka aux Jeux olympiques », écrit le journaliste Florian Loisy dans son article pour Le Parisien.

### Qualification
La Fédération internationale de judo a invité le judoka Uwase à représenter le Rwanda aux Jeux de Londres en 2012. Celui-ci a déjà participé à de nombreuses compétitions, comme le championnat qui regroupe tous les pays d'Afrique de l'Est, où il termine à la 2e place. Repéré par la fédération rwandaise, il est contacté et sélectionné pour ces Jeux. Il dispute également aux championnats d'Afrique Séniors de Judo, condition sine qua non pour faire partie des athlètes représentants le Rwanda à Londres.

### Résultat
Le 30 juillet a lieu la troisième journée des compétitions de judo avec au programme chez les hommes la catégorie des moins de 73 kg, celle de Fred Yannick Sekamana Uwase. Le Rwandais est éliminé dès son premier combat en seizièmes de finale face au Brésilien Bruno Mendonça par un ippon au bout de 54 secondes.
| Athlète                     | Épreuve        | 1/16 de finale                 | 1/16 de finale |
| Athlète                     | Épreuve        | Adversaire Résultat            | Rang           |
| --------------------------- | -------------- | ------------------------------ | -------------- |
| Fred Yannick Sekamana Uwase | Moins de 73 kg | Bruno Mendonça (BRA) 0000/1000 | NC             |

## Natation

### Qualification
Jackson Niyomugabo et Alphonsine Agahozo représentent le Rwanda à ces Jeux olympiques. Ces nageurs ont pu être sélectionnés bien que n'ayant pas réussi les temps qualificatifs requis. En effet, le Comité olympique rwandais pouvait inscrire un nageur et une nageuse sans tenir compte des temps de qualification ou de sélection olympique à condition que le ou les nageurs potentiellement retenus aient participé aux Championnats du monde de natation 2011 à Shanghai (Chine) et qu'ils reçoivent ensuite une invitation pour participer aux Jeux. Cette invitation est accordée par la Fédération internationale de natation (FINA) suivant une table de points qu'elle utilise pour classer les nageurs. Agahozo est initialement la seule participante du Rwanda invitée avant que Niyomugabo ne soit également sélectionné au titre de la solidarité olympique.
Jackson Niyomugabo, qui a déjà participé au 50 mètres nage libre aux Jeux olympiques de 2008, est qualifié pour ses résultats aux championnats du monde en 2011 au 50 m nage libre où il finit 91e. Il a également participé aux Championnats du monde en petit bassin 2010 où il termine 29e au 1 500 m nage libre et 114e au 50 m nage libre. Alphonsine Agahozo est sélectionnée pour son résultat aux championnats du monde de 2011 où elle se classe à la 68e place au 50 m nage libre.

### Résultats
Le 2 août 2012, Jackson Niyomugabo finit dans l'épreuve masculine du 50 m nage libre à la quatrième place dans sa série no 2 avec un temps de 27 s 38 au couloir no 7, finissant à la 52e position dans le classement et n'est donc pas sélectionné pour les demi-finales. Quant à Alphonsine Agahozo le 3 août, dans la même épreuve dans la catégorie féminine, elle termine troisième dans sa série no 3 en 30 s 72 dans le couloir no 5, mais, dans le classement, elle finit au 58e rang et n'est donc pas non plus qualifiée en demi-finales.
Homme
| Athlète            | Épreuve         | Séries  | Séries |
| Athlète            | Épreuve         | Temps   | Rang   |
| ------------------ | --------------- | ------- | ------ |
| Jackson Niyomugabo | 50 m nage libre | 27 s 38 | 52e    |

Femme
| Athlète            | Épreuve         | Séries  | Séries |
| Athlète            | Épreuve         | Temps   | Rang   |
| ------------------ | --------------- | ------- | ------ |
| Alphonsine Agahozo | 50 m nage libre | 30 s 72 | 58e    |

## VTT
Mon principal objectif est de placer le Rwanda sur la carte comme étant un pays de cyclistes qualifiés.

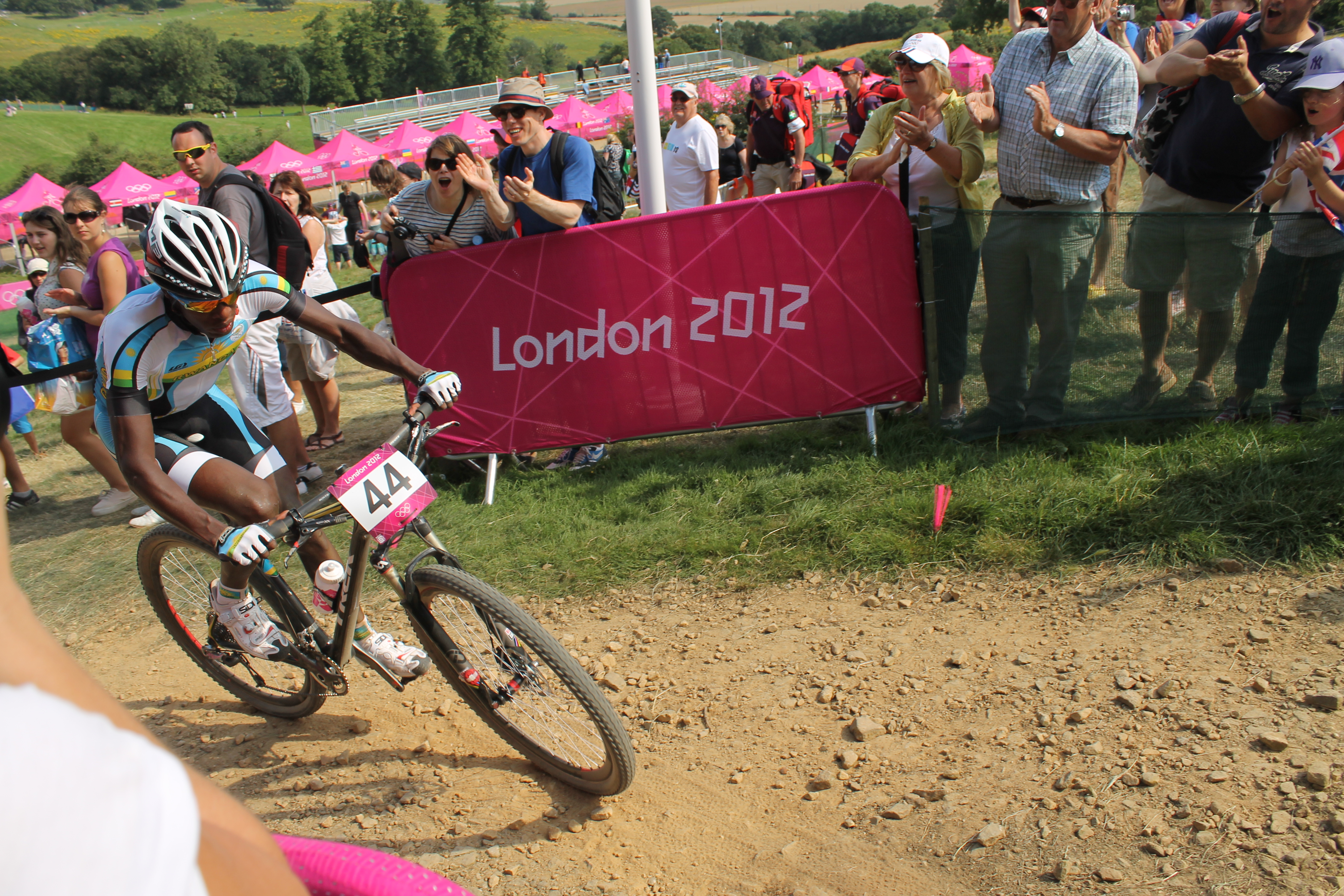
Adrien Niyonshuti pendant l'épreuve olympique de cross-country VTT masculin.

Selon le site d'information néerlandais RNW, « Adrien Niyonshuti est le premier cycliste tout terrain à représenter le Rwanda aux Jeux olympiques ».

### Qualification
Le cycliste Adrien Niyonshuti a été le premier athlète rwandais à se qualifier pour ces Jeux olympiques en février 2011, lors d'une épreuve qui s'est déroulée en Afrique du Sud pendant l'African Continental Mountain Bike Championship. « Le cycliste rwandais Niyonshuti devrait servir d'inspiration pour d'autres jeunes athlètes rwandais », a déclaré à la presse Aimable Bayingana, le président de la Fédération rwandaise de cyclisme. Il participe pour la première fois à des Jeux olympiques, mais il a déjà participé à d'autres compétitions internationales, remportant par exemple le Tour du Rwanda en 2008.

### Résultat
Pour le cross-country VTT, il n'y a pas de séries ; les cyclistes comme Adrien Niyonshuti commencent directement en finale. Le 12 août 2012, au bout de sept tours, soit l'équivalent de 34,1 km de course, il finit à la 39e place sur les 42 qui ont participé à cette épreuve et qui l'ont terminée, avec un temps d'1 h 42 min 46 s,.
| Athlète           | Épreuve           | Séries   | Séries | Quarts de finale | Quarts de finale | Demi-finales | Demi-finales | Finale          | Finale |
| Athlète           | Épreuve           | Résultat | Rang   | Résultat         | Rang             | Résultat     | Rang         | Résultat        | Rang   |
| ----------------- | ----------------- | -------- | ------ | ---------------- | ---------------- | ------------ | ------------ | --------------- | ------ |
| Adrien Niyonshuti | Cross-country VTT | NC       | NC     | NC               | NC               | NC           | NC           | 1 h 42 min 46 s | 39e    |

## Aspects extra-sportifs
Comme il le dit lors d'une interview de l'Union cycliste internationale, Adrien Niyonshuti affirme que « la première association d'idées avec le Rwanda est le génocide » qui eut lieu en 1994, mais que « les faits remontent à dix-huit ans. Je voudrais qu'on s'intéresse enfin aux aspects positifs de mon pays ». Sa vie fait l'objet avant les Jeux olympiques de reportages de médias internationaux tels que la BBC ou CNN.
Au cours de ces Jeux olympiques, les athlètes rwandais sont les moins payés parmi les athlètes africains, touchant 38 € par jour et la délégation officielle du Rwanda 53 €, alors que, par exemple, les athlètes tanzaniens sont payés 40 € par jour et les Kenyans 97 €.